# Гідо Вестервелле
Ґідо Вестервелле (нім. Guido Westerwelle; 27 грудня 1961, Бад-Гоннеф, ФРН — 18 березня 2016, Кельн, Німеччина) — німецький політик. 15-й віцеканцлер ФРН (з 28 жовтня 2009 року до 16 травня 2011 рік), а також міністр закордонних справ (з 28 жовтня 2009 до 17 грудня 2013 рік) у другому уряді Анґели Меркель. З 2001 до 2011 року — голова Вільної демократичної партії (ВДП). 2006 року очолював фракцію Вільної демократичної партії у Бундестазі.
Ґідо Вестервелле був почесним доктором сеульського Університету Ханьян, членом ради директорів організації трансатлантичного співробітництва «Атлантік-Брюке» та членом ради повірених Німецького фонду з боротьби зі СНІДом, очолював фонд свого імені «Westerwelle Foundation».
Як міністр закордонних справ Німеччини Ґідо Вестервелле одним із перших західних політиків відвідав Київ та спілкувався з протестувальниками на Майдані Незалежності України 5 грудня 2013 року, висловивши таким чином підтримку мирним протестам у Києві проти чинного на той час режиму Віктора Януковича. Він також відвідував Україну в жовтні того ж року, провівши політичні консультації з керівництвом України й опозицією.
Відкритий гей, перші гомосексуальні потяги у нього були ще в школі. Був одружений з Міхаелем Мронцем.

## Життєпис

### Становлення
Народився 27 грудня 1961 року в курортному містечку Бад-Гоннеф, що в районі Рейн-Зіґ, поблизу Бонна в землі Північний Рейн-Вестфалія. Його батьки, Гайнз та Еріка Вествервелле, були правниками. Вони розлучилися, коли Ґідо було 8 років, після чого він мешкав з батьком. 1980 року закінчив боннську гімназію імені Ернста Моріца Арндта та вступив до Боннського університету, який закінчив 1987 року. Після першого (1987) та другого (1991) державного іспиту з права, 1991 року став адвокатом-практиком у Бонні. До 1994 року працював у фірмі свого батька.

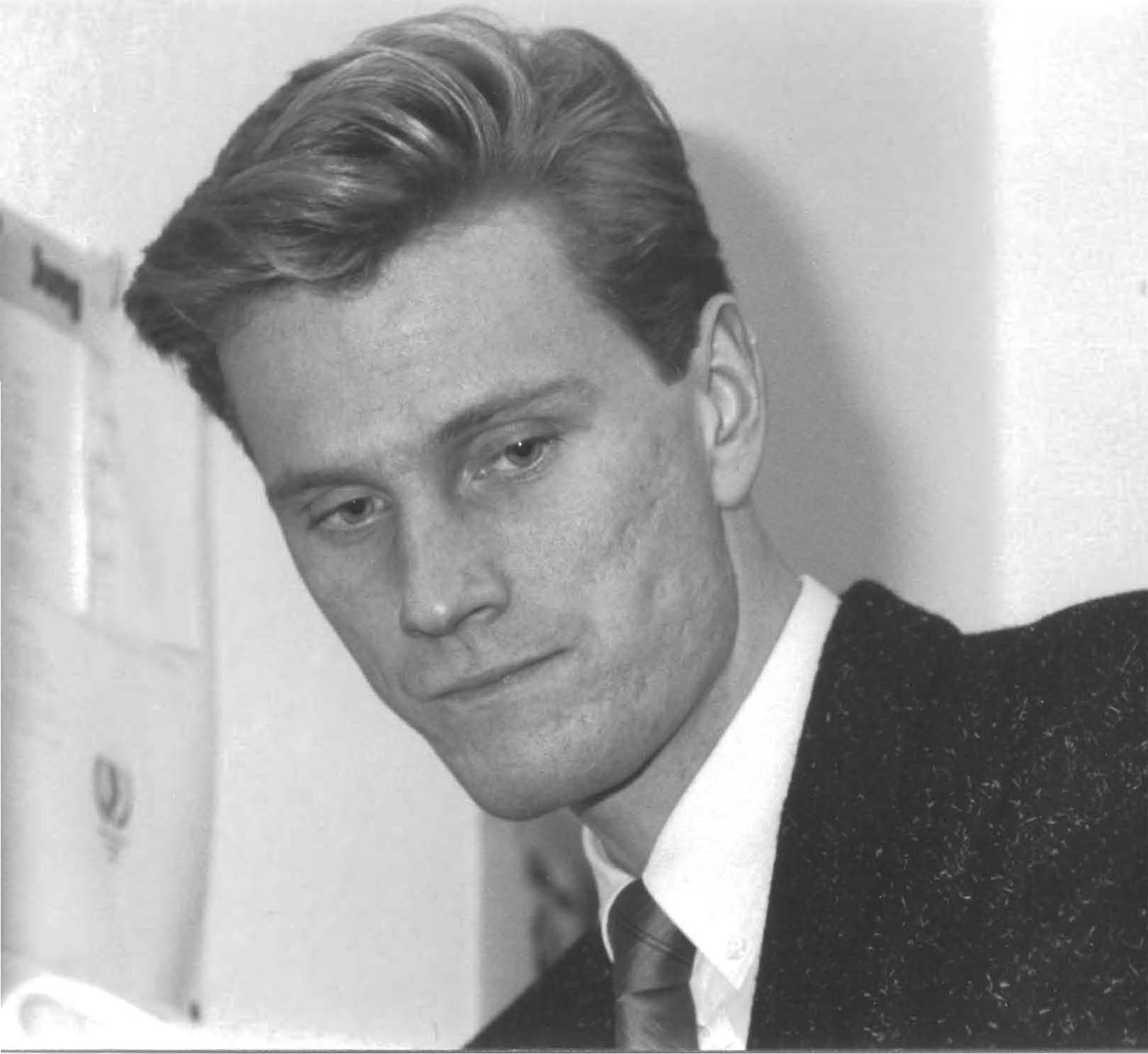
Ґідо Вестервелле — федеральний виконавчий директор «Молодих лібералів» (1982)

1994 року Ґідо отримав докторський ступінь з права в Гаґенському університеті — єдиному заочному університеті Німеччини.

### Вільна демократична партія
Ще 1980 року Ґідо став членом Вільної демократичної партії. Один із співзасновників її молодіжного крила — Молоді ліберали, яке він очолював упродовж 5 років — з 1983 по 1988 роки.
1988 року став членом виконавчої ради партії. 1994 року став генеральним секретарем ВДП, на цій посаді був провідним розробником нової програми вільних демократів.
1996 року обраний депутатом 13-го Бундестагу за квотою, що звільнилася внаслідок переходу Гайнца Ланферманна на посаду міністра юстиції. А 1998 року Вестервелле повторно обрали уже на загальних виборах до 14-го Бундестагу (1998—2002) у переліку 43 депутатів від ВДП.
З 1993 до 2000 року Ґідо Вестервелле обіймав посаду голови міського відділення ВДП у Бонні.

### Лідер ВДП
2001 року очолив Вільну демократичну партію, замінивши на цій посаді Вольфганга Ґерхарда, який керував фракцією у парламенті.
На парламентських виборах 2002 року зміг незначно підняти рейтинг партії з 6,8 % до 7,4 % голосів і збільшити кількість місць з 43 до 47. Кампанія запам'яталася екстравагантними методами. Ґідо Вестервелле роз'їжджав Ґідо-мобілем, носив взуття з написом 18 (символізувало 18 передвиборчих пунктів партії), узяв участь у реаліті-шоу «Великий брат». Попри це, 2003 року його переобирають головою партії.
Наступні виборчі кампанії проводилися без ексцентризму. На дострокових федеральних виборах, ініційованих 2005 року Ґерхардом Шредером, партія Ґідо здобула 9,8 %. Оскільки обидві провідні партії вирішили сформувати мегакоаліцію, Вестервелле відкинув пропозицію Ґергарда Шредера і перейшов в опозицію, закинувши великій коаліції СДП та ХДС/ХСС зраду інтересів їхніх виборців, та назвав саму коаліцію «історичною помилкою». З 2006 року замістив Вольфганга Ґерхарда в парламенті, очоливши фракцію лібералів.
На чергових парламентських виборах 27 вересня 2009 року, Вільна демократична партія отримала рекордні в своїй історії 14,6 % голосів і 93 місця у Бундестазі. Сумарно в коаліції з ХДС/ХСС здобуто 48 % голосів виборців — 332 мандати з 622 місць.
За традицією представнику молодшої партії-партнера коаліції дістається посада віцеканцлера та голови МЗС. З 28 вересня 2009 року після закінчення коаліційних перемовин з формування уряду Ґідо Вестервелле став віцеканцлером і міністром закордонних справ Німеччини в другому уряді Ангели Меркель, з якою заприятелював ще наприкінці 90-х, проводячи спільну роботу в опозиції до тодішнього канцлера Ґергарда Шредера.

## Камінг-аутта особисте життя

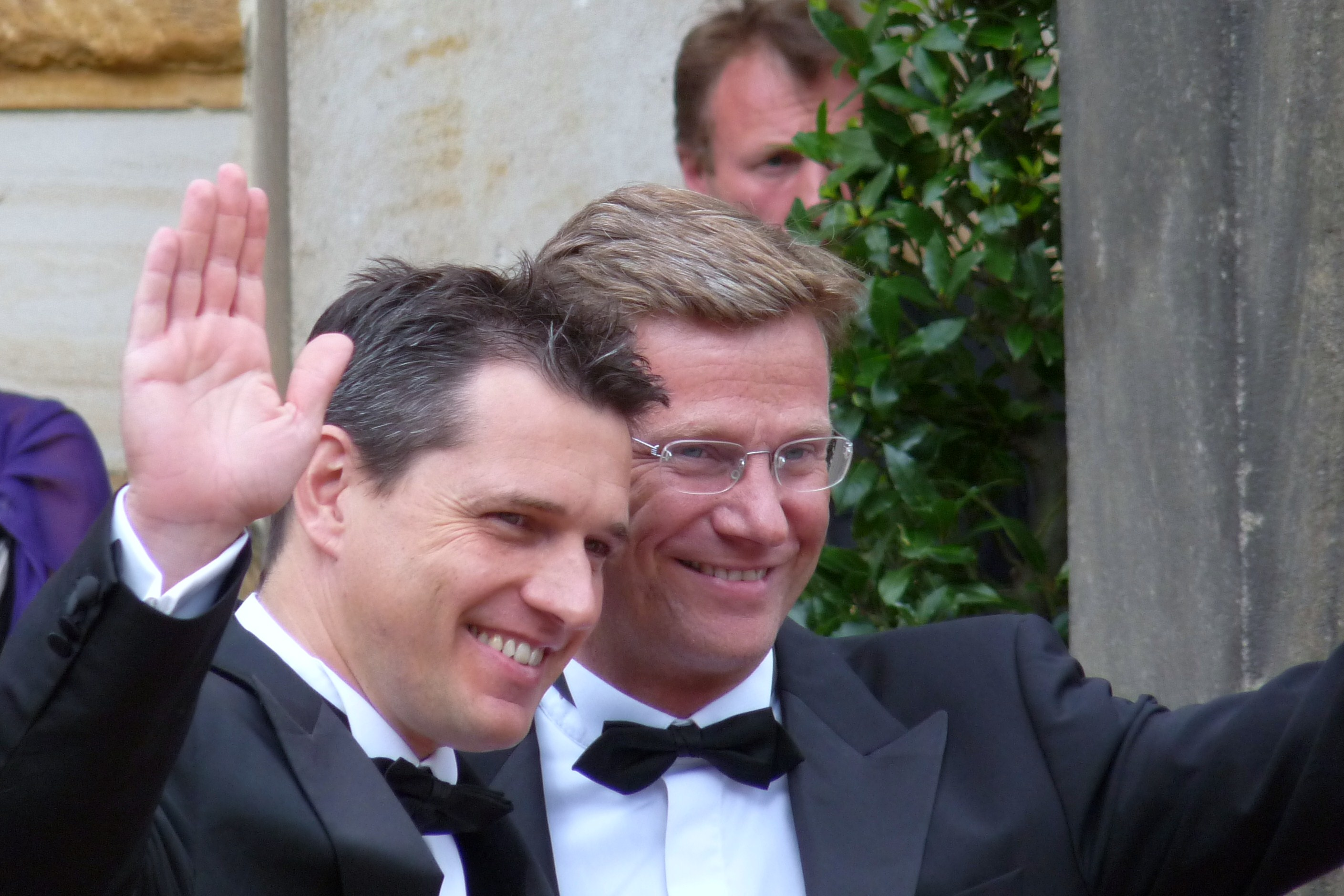
Вестервелле зі своїм партнером Міхаелем Мронцом. (2009)

Ґідо Вестервелле не робив жодних публічних заяв щодо своєї орієнтації. Він просто прийшов на 50-річний ювілей Анґели Меркель, що відбувся 20 липня 2004 року, разом зі своїм партнером — бізнесменом Міхаелем Мронцом (нім. Michael Mronz).
|  | Мій партнер та я ведемо абсолютно спокійний спосіб життя. |

17 вересня 2010 року в Бонні Ґідо та Міхаель одружилися. Церемонію провів бургомістр Бонну Юрґен Німч (нім. Jürgen Nimptsch). Подія відбулася у вузькому колі рідних та близьких подружжя.

### Хвороба
Вестервелле хворів на лейкемію. Хворобу діагностували у червні 2014 року. За рік після діагнозу Ґідо Вестервелле заявляв про ознаки одужання та презентував свою книгу «Між двома життями». Однак у листопаді 2015 року він був змушений знову проходити курс лікування.
Помер 18 березня 2016 року в Університетській клініці Кельна.